# アメリカ・ドレナン
アメリカ・マカッチェン・ドレナン（America McCutchen Drennan、1830年 - 1913年6月26日）は、明治時代に三重県で活躍した、アメリカ合衆国のカンバーランド長老教会の宣教師、教育者である。

## 略歴
1880年、カンバーランド長老教会が大阪に学校を設立するにあたり、アレクサンダー・ヘール宣教師の要請にこたえてドレナンが単身で来日する。1884年に大阪にウィルミナ女学校（現、大阪女学院）が創立すると初代校長に就任したが1888年、過労により辞職。
1890年に名古屋より四日市を経て上野に伝道の後、本拠地を津市に移す。1892年には再び健康を害して一時帰国するが、翌1893年には再来日して津に戻ると、津から山田と上野にかけて伝道をした。1913年アメリカに帰国し、6月26日に死去。